# Altenburg (Altenahr)

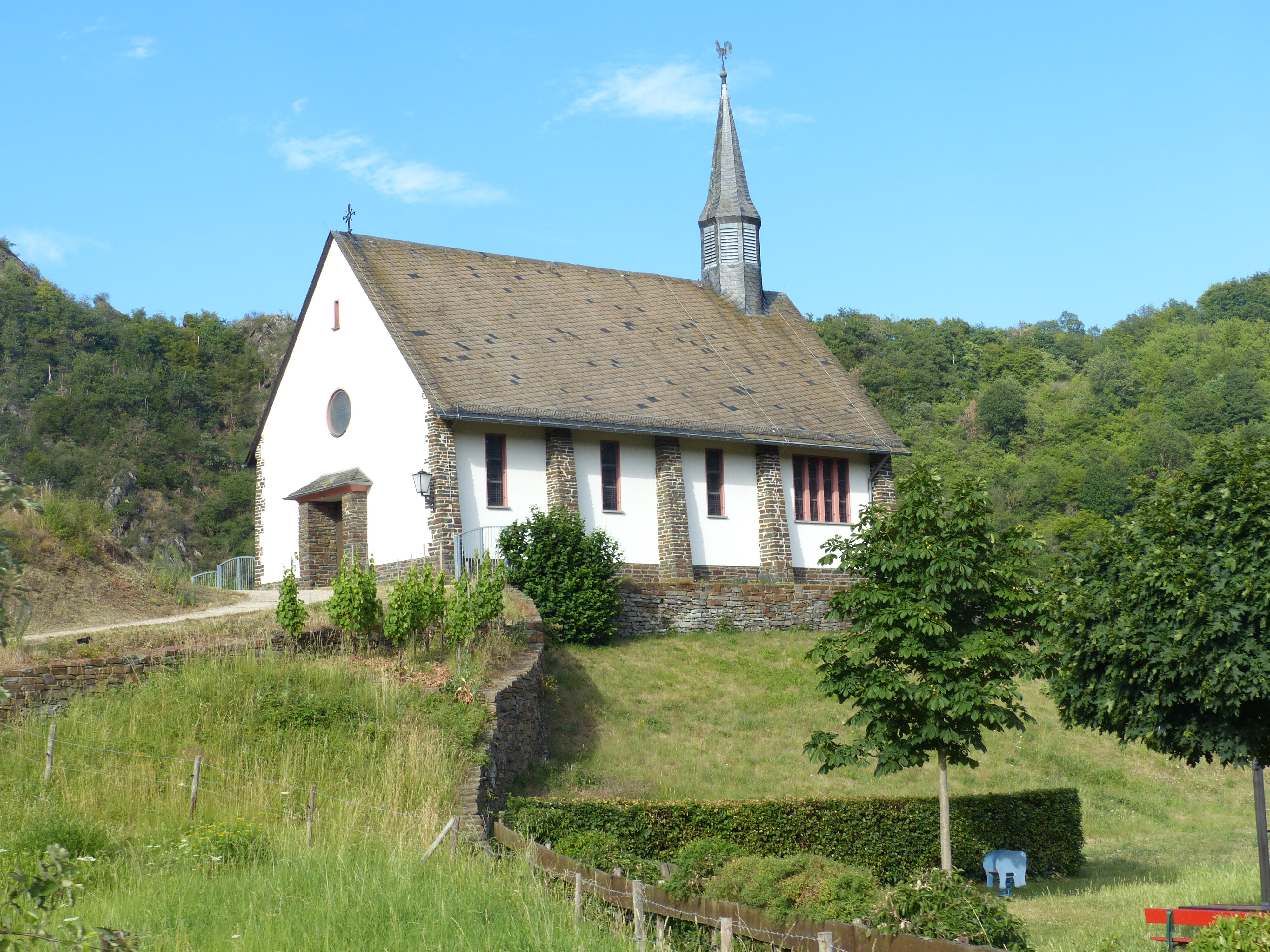
Sankt Maternus-Kapelle in Altenahr-Altenburg

Altenburg ist ein Ortsteil der Ortsgemeinde Altenahr im rheinland-pfälzischen Landkreis Ahrweiler. Der Ort zwischen Altenahr und Kreuzberg liegt auf 175 Meter über dem Meeresspiegel und hat circa 600 Einwohner.

## Geschichte
Der Ort liegt im weiten Rund einer Ahrschleife um den Burgfels, einen Umlaufberg, auf dem bis zur Erbauung von Burg Are um 1100 die Alte Burg der Grafen von Are stand. Im Jahr 1871 gab es in dem Dorf Altenburg 41 Wohnhäuser und 219 Einwohner. Im Juli 2021 wurden Altenburg und das ganze Ahrtal vom Hochwasser sehr schwer getroffen.

## Bauwerke
Die St. Maternus-Kapelle in Altenahr-Altenburg wurde nach Entwürfen von Oberbaurat a. D. Pelegrini aus Hannover erbaut. K. P. Bohr aus Trier entwarf die Innenarchitektur. Am 24. Oktober 1962 wurde die Kapelle geweiht. Der 1824 erbaute Vorgängerbau befand sich in Höhe der Kreuzberger Straße 32, an der Einmündung der Dorfstraße in die Kreuzberger Straße, bis diese 1944 zerstört wurde. Ein Basaltstein mit der Inschrift „Standort der Dorfkapelle 1824–1944“ und einem Relief der alten Kapelle befindet sich am ehemaligen Standort.

## Tourismus
Der Ahr-Radweg und der Ahrsteig führen an Altenburg vorbei.